# Carl Wilhelm Christian Arndts
Carl Wilhelm Christian Arndts (* 7. November 1807 in Arnsberg; † 9. Juni 1862 in Trier) war ein deutscher Verwaltungsbeamter und preußischer Abgeordneter.

## Leben
Er studierte Rechtswissenschaften und schloss das Studium mit der Promotion ab. Ab 1831 war er Regierungsreferendar in Arnsberg. Er war 1835 kommissarischer Landrat des Kreises Arnsberg, solange bis der gewählte Landrat Felix von Lilien die nötigen Prüfungen abgelegt hatte. Seit 1837 war er Regierungsassessor in Erfurt. Dort wurde er 1845 Regierungsrat. Dieselbe Funktion hatte er ab 1850 in Trier. Er war zwischen 1856 und 1858 Mitglied des preußischen Abgeordnetenhauses für den Stadt- und Landkreis Trier. Er gehörte keiner Fraktion an.